# Видар Томе
Видар Томе (на шведски: Vidar Thomée) е шведски математик, чуждестранен член на Българската академия на науките.

## Биография
Роден е в Малмьо на 20 август 1933 година. Получава висшето си образование в Университета на Лунд, където защитава докторска дисертация през 1959 година и води часове като асистент от 1952 до 1959 година.
От 1959 до 1962 г. е старши асистент в Стокхолмския университет. От 1962 до 1965 г. е доцент в Техническия университет „Чалмерс“ в Гьотеборг, където е избран за професор през 1965 и остава до пенсионирането си през 1998 г. След пенсионирането си е избран за професор емеритус (почетен професор) на университета.
В „Чалмерс“ заема различни административни постове: ръководител на катедрата по математика (1969 – 1971), декан на математическия факултет (1980 – 1984), секретар (1976 – 1982) и председател (1987 – 1994) на Шведския национален математически комитет.
От 1972 г. е действителен член на Кралската академия на изкуствата и науките в Гьотеборг, а от 1974 г. е член на Кралската шведска академия на науките. Член е на шведското и на американското математически общества.

## Награди
Видар Томе е почетен професор на Хунанския университет в Китай (1994), доктор хонорис кауза на Университета „Рен 1“ във Франция (2007), почетен член на Американското математическо общество (2013). Избран е за чуждестранен член на Българската академия на науките (2013).